# Clairfayts
Clairfayts is een gemeente in het Franse Noorderdepartement (regio Hauts-de-France) en telt 342 inwoners (2004). De plaats maakt deel uit van het arrondissement Avesnes-sur-Helpe.

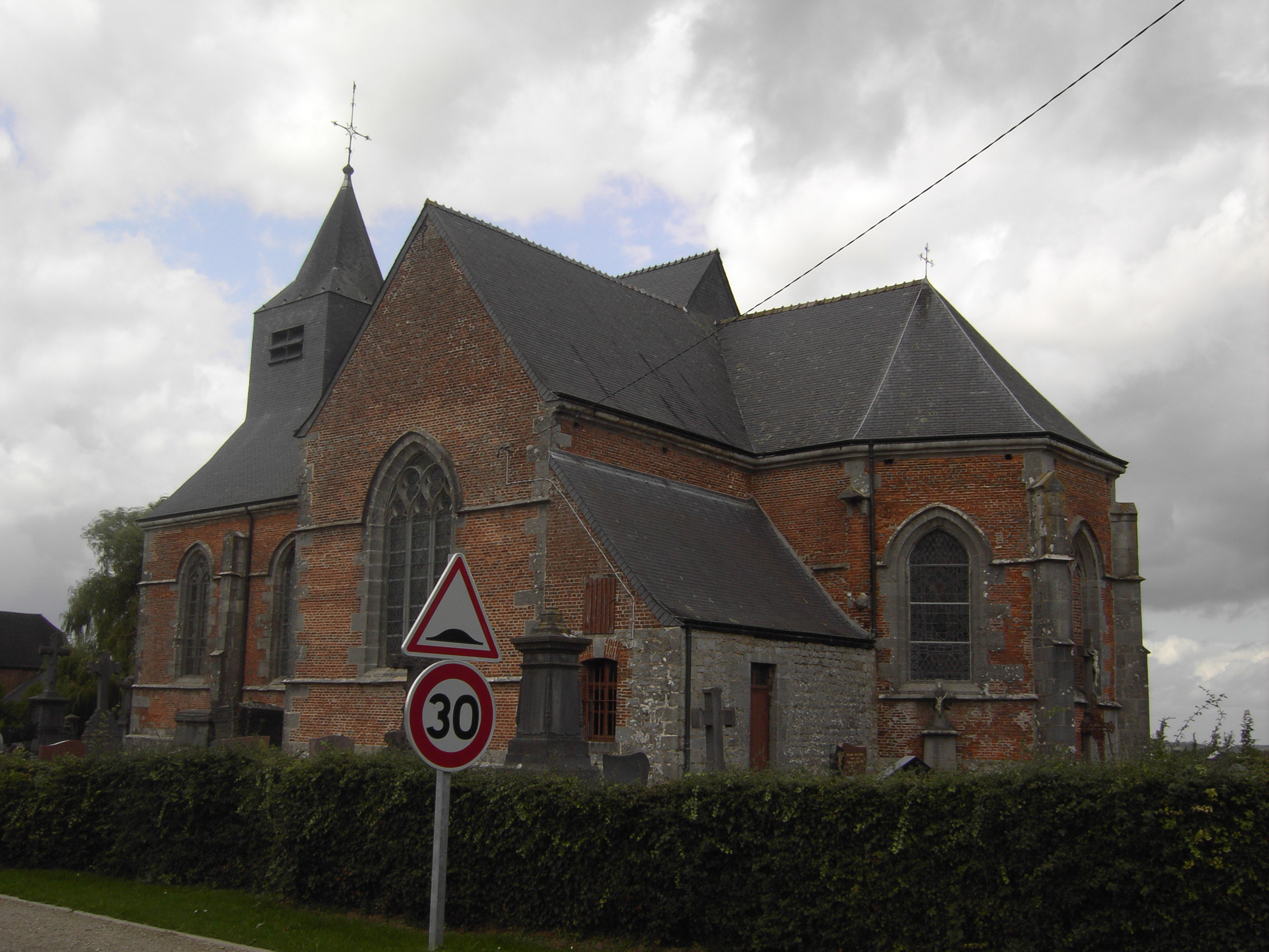
De kerk van Clairfayts.

## Geografie
De oppervlakte van Clairfayts bedraagt 7,5 km², de bevolkingsdichtheid is 45,6 inwoners per km².
De onderstaande kaart toont de ligging van Clairfayts met de belangrijkste infrastructuur en aangrenzende gemeenten.

## Demografie
Onderstaande figuur toont het verloop van het inwonertal (bron: INSEE-tellingen).